# Джеррі Янг
Джеррі Янг (англ. Jerry Yang, кит.: 楊致遠; нар. 6 листопада 1968, Тайбей, Тайвань) — інтернет-підприємець, співзасновник і колишній генеральний директор корпорації Yahoo!.

## Біографія
Народився в Тайбеї 6 листопада 1968 року. Його батько помер, коли йому було два роки. У віці десяти років разом з родиною (матір'ю і молодшим братом) переїхав до Сан-Хосе, Каліфорнія, США. Його мати була викладачем англійської мови, тому через три роки після переїзду до Америки він зміг почати вільно говорити англійською. Закінчив середню і вищу школи, потім отримав ступені спочатку бакалавра, а потім магістра наук в галузі електротехніки в Стенфордському університеті.
У 1994 році, ще будучи студентом, спільно з Девідом Філо створив сайт «Jerry and Dave's Guide to the World Wide Web» («Гід по всесвітній павутині Джері і Дейва»), що складається з каталогів інших сайтів; незабаром сайт був перейменований в Yahoo! (зі знаком оклику). Сайт дуже швидко здобув популярність, і в квітні 1995 року Янг і Філо заснували компанію Yahoo! Inc.
У червні 2007 — січні 2009 років був, будучи на посту директора компанії, підданий жорсткій критиці за небажання збільшувати вартість акцій компанії і відмову від пропозиції Microsoft про поглинання останньої Yahoo !. У січні 2009 року залишив посаду директора, але отримав при цьому пост «Yahoo Chief» («голова Yahoo!»), фактично залишившись на чолі компанії. 17 січня 2012 було оголошено, що Джеррі Янг йде у відставку з усіх посад в компанії.
Мільярдер, за оцінкою журналу Forbes (станом на 2015 рік) його статки $ 2 млрд..

## Особисте життя
Дружина — Акіко Ямазакі, японського походження, виросла в Коста-Риці. Мають 2 дітей.